# Convento dei Padri Serviti
Il convento dei Serviti o di San Giovanni Battista è un edificio religioso di Mendrisio.

## Storia e descrizione
Risalente al XIII secolo (viene nominato in un documento del 1251 e in uno del 1268), in origine apparteneva agli Umiliati mentre divenne dei Serviti nel 1447, fino alla sua soppressione nel 1852. 
Fu realizzato nel luogo dove già si trovava un hospitale fu ampliato più volte nel corso dei secoli (specialmente nel Seicento e Settecento), prima di essere utilizzato come ginnasio cantonale fino al 1958. Dell'antico convento sopravvivono la Chiesa di San Giovanni Battista e l'antico chiostro, situato nei pressi di quest'ultima.
Il complesso ospita un'ancona del 1514, opera attribuita alla scuola dei Rodari.